# Lotte Köhler
Lotte Köhler (* 19. August 1925 in Darmstadt; † 1. Januar 2022 in München) war eine deutsche Unternehmerin, Psychoanalytikerin und Mäzenin.

## Leben
Köhler wurde 1925 als Tochter des Unternehmers Wilhelm Köhler und seiner Frau Irma geboren. Sie ist eine Ururenkelin des Adolph Diesterweg. Nach dem Abitur an der Viktoriaschule (Darmstadt) studierte sie ab 1943 Medizin an der Universität Frankfurt am Main und anschließend der Universität Heidelberg, wo sie 1949 das Studium mit einer Promotion zum Dr. med. über Die Bedeutung der Hauterscheinungen für die Differenzierung der sogenannten akuten Leukämien in echte Leukosen („maligne einförmige Leukose“) und myeloblastische Reaktionen bei genuiner Knochenmarksinsuffizienz abschloss. Ab 1950 studierte sie Chemie an der Technischen Universität Darmstadt. Mit 26 Jahren, nach der gescheiterten ersten Ehe, wurde sie Generalbevollmächtigte der Gesellschafterversammlung einer Verpackungsdruckerei mit 120 Beschäftigten. Diese Firma hatte den gleichen Gesellschafterkreis wie die Firma Goebel AG, deren Majorität ihr Vater hielt.
Lotte Köhler war in erster Ehe mit Valentin Hottmann und in zweiter Ehe mit Fritz Mühleis verheiratet. Nach zwei gescheiterten Ehen zog sie Ende 1957 nach München in eine „Arme-Leute-Wohnung“.
Ab 1957 arbeitete sie an der „Deutsche Forschungsanstalt für Psychiatrie“, dem späteren Max-Planck-Institut für Psychiatrie. 1960 lernte sie Hans Kilian kennen, dem sie bis zu seinem Tod verbunden blieb.
Nach dem Tod ihres Vaters Wilhelm Köhler im Januar 1962 übernahm sie leitende Funktionen in der Maschinenfabrik Goebel GmbH in Darmstadt, die sie bis 1986 innehatte. Das Leben für die Fabrik hat sie später als „Fron“ bezeichnet. Gleichzeitig begann sie 1962 eine psychoanalytische Ausbildung und wurde Anhängerin der sog. Selbstpsychologie nach Heinz Kohut. Die Zeit kann als „Spagat zwischen Fabrik und Psychologie“ bezeichnet werden. Von 1962 bis 1969 war sie Mitglied des Instituts für psychologische Forschung und Psychotherapie in München von Fritz Riemann. Nach einer Affäre über die Vertuschung der Mittäterschaft im NS-Regime von Toni Schelkopf verließ Lotte Köhler das Institut und nahm eine zweite Ausbildung in Zürich auf. 1974 wurde sie in die Schweizerische Gesellschaft für Psychoanalyse aufgenommen.
Köhler wurde wissenschaftlich insbesondere durch die Erforschung des Gedächtnisses von Kleinkindern und durch Arbeiten über die Bindungstheorie bekannt.
1986, im Jahr nach dem Tod ihrer Mutter Irma, beendete Lotte Köhler ihre leitende Tätigkeit in der Gesellschafterversammlung und im Aufsichtsrat der Firma Goebel GmbH und verkaufte ihre Anteile. Nach ihrer eigenen Aussage begann damit erst im Alter von 61 Jahren ihr eigentliches Leben.
Lotte Köhler starb nach längerer Krankheit am 1. Januar 2022 an ihrem Wohnort München.

## Köhler-Stiftung
1986 gab Lotte Köhler gegenüber den Mitgesellschaftern ihren Beschluss bekannt, eine Stiftung gründen zu wollen. Die Genehmigung der Köhler-Stiftung erfolgte dann im Jahr darauf. Diese ist dem Stifterverband für die Deutsche Wissenschaft angeschlossen. Das Grundkapital der Stiftung bestand aus Anteilen ihres Firmenbesitzes. Die Stiftung fördert die „Wissenschaft vom Menschen“. Erste Geldflüsse ergaben sich im Jahre 1989. Zunächst wurde ein Goebel-Preis in Höhe von 5.000 DM in Zusammenarbeit mit der TU Darmstadt vergeben. Von 2011 bis 2019 wurde alle zwei Jahre der „Hans-Kilian-Preis“ im Wert von 80.000 € ausgelobt. Von 2011 bis 2015 förderte die Stiftung zudem einen „Lotte-Köhler-Studienpreis“ an der TU Darmstadt, der jährlich zwei hervorragende Abschlussarbeiten im Bereich der Geistes- und Sozialwissenschaften auszeichnete. Im August 2014 wurde am Lehrstuhl für Sozialtheorie und Sozialpsychologie der Fakultät für Sozialwissenschaft an der Ruhr-Universität Bochum das Hans Kilian und Lotte Köhler Centrum (KKC) für sozial- und kulturwissenschaftliche Psychologie und historische Anthropologie eingerichtet. Unter anderem vergibt das Centrum gemeinsam mit dem Sigmund-Freud-Institut (SFI) in Frankfurt am Main alle zwei Jahre den Lotte Köhler-Preis für psychoanalytische Entwicklungs-, Kultur- und Sozialpsychologie.

## Ehrungen
- Bundesverdienstkreuz am Bande
- Ehrenmitgliedschaft im Sigmund-Freud-Institut
- Ehrenmitglied der Psychoanalytischen Arbeitsgemeinschaft Ulm
- Honorary Life Membership of the International Neuropsychoanalysis Society

## Werke
- Über einige Aspekte der Behandlung narzißtischer Persönlichkeitsstörungen im Lichte der historischen Entwicklung psychoanalytischer Theoriebildung. In:  Psyche 32, 1978, S. 1001–1058.
- Die amerikanische Psychoanalyse zwischen Ichpsychologie und Selbstpsychologie. In. Psyche 36, 1982, S. 344–354.
- Neuere Ergebnisse der Kleinkindforschung. Ihre Bedeutung für die Psychoanalyse Erwachsener. In: Forum der Psychoanalyse 6, 1991, S. 32–51.
- Formen und Folgen früher Bindungserfahrungen. In: Forum Psychoanal 8, 1992, S. 263–280.
- Selbstpsychologie. In: W. Mertens (Hrsg.): Schlüsselbegriffe der Psychoanalyse. Stuttgart 1993, S. 115–120.
- Anwendung der Bindungstheorie in der psychoanalytischen Praxis. Einschränkende Vorbehalte, Nutzen, Fallbeispiele. In: Psyche 52, 1998, S. 369–397.
- Das Selbst im Säuglings- und Kleinkindalter. In: P. Hartmann, W. Milch (Hrsg.): Das Selbst im Lebenszyklus. Frankfurt/M. 1998.
- Einführung in die Entstehung des Gedächtnisses. In: M. Koukkou-Lehmann, et al. (Hrsg.): Erinnerungen an Wirklichkeiten. Psychoanalyse und Neurowissenschaft im Dialog. Stuttgart 1998.
- Was erwartet die Psychoanalyse von der Bindungstheorie?. In: B. Strauß et al. (Hrsg.): Klinische Bindungsforschung. Theorien, Methoden, Ergebnisse. Stuttgart 2002, S. 3–8.
- Entstehung von Beziehungen: Bindungstheorie. In: T. von Uexküll et al. (Hrsg.): Psychosomatische Medizin. München 2002 (6), S. 233–244.
- Frühe Störungen aus der Sicht zunehmender Mentalisierung. In: Forum Psychoanal 20, 2004, S. 158–174.
- Zur Entstehung des autobiographischen Selbst und des autobiographischen Gedächtnisses. Implizite und explizite Aspekte. In: Selbstpsychologie 7, 2006, S. 96–114.
- Psychoanalyse und menschliche Entwicklung. In: M. Ermann (Hrsg.): Was Freud noch nicht wusste. Neues über die Psychoanalyse. Frankfurt/M. 2006, S. 39–52.
- (et al.): Kulturelle Evolution und Bewusstseinswandel. Hans Kilians historische Psychologie und integrative Anthropologie. Gießen 2011.
- Gesicht einer Stiftung, 12 Jahre Köhler-Stiftung 1989 − 2000. München 2000.
- Hans Kilian, Lotte Köhler: Von der Selbsterhaltung zur Selbstachtung. Gießen 2013.
- Der Reformpädagoge Adolph Diesterweg. Psychoanalytische Betrachtungen zu seiner Biografie. Herausgegeben von Horst F. Rupp. Gießen 2016.